# Marek Jackowski (album)
Marek Jackowski – trzeci autorski album Marka Jackowskiego, ukończony trzy dni przed śmiercią muzyka. Na płycie zaśpiewali tacy wykonawcy jak: Anna Maria Jopek, Anna Wyszkoni, Ewa Prus, Maciej Maleńczuk, Piotr Cugowski i Muniek Staszczyk. Płyta zadebiutowała na 8. miejscu zestawienia OLiS, a 29 stycznia 2014 uzyskała certyfikat złotej.

## Lista utworów
Muzykę skomponowali Marek Jackowski i Neil Black.
| 1.  | „Deszcz” Marek Jackowski/Anna Maria Jopek sł. Konstanty Ildefons Gałczyński              | 3:46  |
|     |                                                                                          |       |
| 2.  | „Ulica miłości” Marek Jackowski/Muniek Staszczyk sł. Marek Jackowski                     | 3:54  |
|     |                                                                                          |       |
| 3.  | „Odnajdziemy się” Marek Jackowski/Anna Wyszkoni sł. Maciej Durczak                       | 3:55  |
|     |                                                                                          |       |
| 4.  | „Miasto wzywa” Maciej Maleńczuk sł. Marek Jackowski, Maciej Maleńczuk                    | 3:39  |
|     |                                                                                          |       |
| 5.  | „Przychodzisz odchodzisz” Piotr Cugowski sł. Małgorzata Ostrowska                        | 4:09  |
|     |                                                                                          |       |
| 6.  | „Nie zawsze jest tak jak chcesz” Marek Jackowski/Muniek Staszczyk sł. Małgorzata Iżyńska | 3:26  |
|     |                                                                                          |       |
| 7.  | „Nie ma cię” Ewa Prus sł. Ewa Prus                                                       | 3:23  |
|     |                                                                                          |       |
| 8.  | „Matka od samotnych drinków” Anna Wyszkoni sł. Małgorzata Iżyńska                        | 4:46  |
|     |                                                                                          |       |
| 9.  | „Tyle muszę” Marek Jackowski/Anna Maria Jopek sł. Małgorzata Iżyńska                     | 3:58  |
|     |                                                                                          |       |
| 10. | „Kraj” Maciej Maleńczuk sł. Maciej Maleńczuk                                             | 6:24  |
|     |                                                                                          |       |
| 11. | „Chciałbym dobrym być człowiekiem” Marek Jackowski sł. Marek Jackowski                   | 2:55  |
|     |                                                                                          |       |
|     |                                                                                          | 44:15 |
|     |                                                                                          |       |